# Robert de Genève (évêque)
Pour les articles homonymes, voir Robert de Genève.
Robert de Genève, mort en janvier 1287, est un prélat issu de la maison de Genève, élu évêque de Genève, au XIIIe siècle.

## Biographie

### Origines
La date de naissance de Robert de Genève n'est pas connue. Il est le fils du comte de Genève Guillaume II et de son épouse Alice (v. 1195-1256), fille de Albert II de La Tour du Pin, issu de la puissante famille de La Tour du Pin originaire du Dauphiné. Toutefois, l'historien Matthieu de La Corbière considère que celle-ci serait issue de la famille de Faucigny. Ils ont « sept fils vivants [...] et au moins une fille ». Il a donc pour frère Rodolphe ou Raoul (1220-1265), qui succède à leur père à la tête du comté,  Amédée, évêque de Die (1245-1276), Aimon, évêque de Viviers (1255-1263), Henri (1230-1273), Gui, Guy ou Guigues († 1291), évêque de Langres (1266-1291), qui fut conseiller des rois de France Philippe III et Philippe le Bel, ainsi que Agathe, abbesse de Sainte-Catherine du Mont,.

### Carrière ecclésiastique
Robert est mentionné comme chanoine de Vienne en 1252 puis, vingt ans plus tard, comme prévôt à Lausanne.
Le chapitre de Saint-Pierre de Genève le désigne évêque en 1276,,, afin de succéder à Aymon de Cruseilles, mort l'année précédente.
L'évêque prend part à la coalition contre le comte de Savoie, Philippe Ier, en suivant le roi des Romains, Rodolphe Ier de Habsbourg, le Dauphins de Viennois, Jean Ier de Viennois, et à laquelle participe son neveu, le comte de Genève Amédée II,. Toutefois Robert quitte cette alliance en janvier 1283, en raison des victoires diplomatiques du comte de Savoie.
Au cours de cette période, les habitants de Genève tentent d'échapper aux influences tant du comte que de l'évêque, et trouvent un soutien important auprès des comtes de Savoie, depuis 1250. Ce soutien n'est pas dénué d'intérêt puisque, selon l'expression de l'historien suisse, Louis Binz, la maison de Savoie rêve de Genève comme d'une « capitale idéale de leur Etat ». En septembre 1285, le nouveau comte de Savoie, Amédée V, entre dans la cité et fait jurer fidélité la population. L'évêque Robert tente de contester ce serment, tandis que son neveu, le comte, doit quitter la ville. Les habitants obtiennent à cette occasion le droit de se constituer en commune, ils seront représentés par dix procureurs ou syndics,. L'évêque fait annuler ce droit le 29 septembre 1285. Quelques jours plus tard, le comte de Savoie intervient à nouveau pour garantir « la sécurité des marchands se rendant aux foires ».
Le conflit entre les maisons princières reprend, avec la même coalition contre la Savoie, rassemblant le Dauphin et le comte de Genève. Un nouveau traité est signé en avril 1286,,,. Celui-ci ne dure pas, le conflit reprend. L'évêque de Genève fait le choix de s'associer à nouveau à la coalition contre la Savoie peu de temps avant sa mort.

### Mort et succession
Robert meurt vers le 14 janvier 1287, selon les actes du Régeste genevois,.
Le siège épiscopal reste peu de temps vacant de janvier à décembre 1287, où Guillaume de Conflans est désigné pour lui succéder. Entre-temps, le comte de Savoie s'est emparé château épiscopal de l'Île et prend possession des droits sur la ville,.

### Régeste genevois(1866)
1. ↑  Régeste genevois, 1866, p. p. 211, notice no 846, Acte de 1252 (lire en ligne sur Gallica).
2. ↑  Régeste genevois, 1866, p. p. 298, notice no 1231, Traité de paix du 14 janvier 1286 (lire en ligne sur Gallica).
3. ↑  Régeste genevois, 1866, p. p. 298, notice no 1234, Trêve du 6 avril 1286 (lire en ligne sur Gallica).
4. ↑  Régeste genevois, 1866, p. p. 301, notice no 1246, Acte du 14 janvier 1287 (lire en ligne sur Gallica).

### Autres références
1. ↑  Duparc, 1955, p. 152 (lire en ligne).
2. ↑  Matthieu de la Corbière, L'invention et la défense des frontières dans le diocèse de Genève : Étude des principautés et de l'habitat fortifié (XIIe - XIVe siècle), Annecy, Académie salésienne, 2002, 646 p., p. 50.
3. 1 2 3  Duparc, 1955, p. 183-184 (lire en ligne).
4. 1 2  Édouard Mallet, « Du pouvoir que la maison de Savoie a exercé dans Genève », p. 227 (lire en ligne), paru dans Mémoires et documents publiés par la Société d'histoire et d'archéologie de Genève, tome VII, 1849.
5. ↑  Léon Kern, Études d'histoire ecclésiastique et de diplomatique, Lausanne, Société d'histoire de la Suisse romande, coll. « Mémoires et documents », 1973, 221 p., p. 7.
6. 1 2  Diocèse, 1985, p. 303 (lire en ligne).
7. ↑  Histoire de Savoie 1984, p. 144.
8. 1 2 3 4 5 6  Boisset, 1973, p. 78-79 (lire en ligne).
9. 1 2  Alfred Dufour, Histoire de Genève, Paris, Presses universitaires de France, coll. « Que sais-je ? », 2014, 128 p. (lire en ligne), p. 17-18.
10. 1 2 3  La rédaction, « Genève (commune) » dans le Dictionnaire historique de la Suisse en ligne, version du 2 juin 2015..
11. ↑  Dufour 2014, p. 202 (lire en ligne).
12. ↑  Matthieu de la Corbière, L'invention et la défense des frontières dans le diocèse de Genève : Étude des principautés et de l'habitat fortifié (XIIe - XIVe siècle), Annecy, Académie salésienne, 2002, 646 p. (ISBN 978-2-901102-18-2), p. 81.
13. 1 2 3  Boisset, 1973, p. 122 (lire en ligne).
14. ↑  Diocèse, 1985, p. 50 (lire en ligne).